# Вашакидзе, Тамаз Ремович
Тама́з Ре́мович Вашаки́дзе (груз. თამაზ ვაშაკიძე; род. 14 апреля 1961 года, Тбилиси, Грузинская ССР, СССР) — советский и грузинский артист балета, премьер Грузинского театра оперы и балета имени Палиашвили, хореограф, учредитель и лауреат Международного фестиваля балетного искусства «Чабукиани-Баланчин…», основатель театра современного танца «Нью Джорджиан Балет» («Новый грузинский балет»), обладатель специальной награды семьи Баланчина. Народный артист Грузинской ССР (1991).

## Биография
Тамаз Вашакидзе родился 14 апреля 1961 года в городе Тбилиси, Грузинская ССР.
В 1972 году поступил в Тбилисское государственное хореографическое училище (педагоги — Виви Метревели и Вахтанг Чабукиани). По окончании училища в 1979 году был принят ведущим солистом в труппу Тбилисского государственного академического театра оперы и балета имени З. Палиашвили.
C 1989 года — ведущий солист Московского областного государственного театра «Русский балет».
С 1991 по 1993 годы — избранный труппой директор балетной труппы Тбилисского государственного академического театра опера и балета.
В 1993 году назначен художественным руководителем Тбилисского государственного хореографического училища имени Вахтанга Чабукиани.
В 1993 году Тамаз Ремович основал театр современного танца «Нью Джорджиан Балет» («Новый грузинский балет»). Первым номером, который был поставлен в новорожденном театре, был номер «Мы начинаем» на попурри из произведений Баха, Бетховена, Моцарта, Шопена, Вагнера, Римского-Корсакова, Листа (в начале звучал бой кремлёвских курантов). Исполнители: художественный руководитель театра «Нью Джорджиан Балет» («Новый грузинский балет») Тамаз Вашакидзе, художник по свету Владислав Власов (ныне технический директор БДТ имени Г. А. Товстоногова), художник по костюмам Ека Турманидзе. Премьера состоялась в 1993 году в Тбилисском академическом театре оперы и балета, первый показ за пределами Грузии — в том же году в Санкт-Петербургской государственной консерватории имени Римского-Корсакова.
Дебют театра состоялся в 1994 году на Международном фестивале балета в Аспендосе (Турция) премьерой спектакля «Класс-концерт».
В 1995 году окончил Санкт-Петербургскую государственную консерваторию имени Н. А. Римского-Корсакова по специальности «хореография» (класс народного артиста СССР Н. А. Долгушина). Решением Государственной экзаменационной комиссии Тамазу Вашакидзе присвоена квалификация балетмейстера.
В 1999 году Тамаз Вашакидзе поставил первый грузинский спектакль в жанре современного танца — «Анбани». В том же году балет «Анбани» был представлен на Международном фестивале современного танца во французском городе Монпелье. Французская пресса окрестила его «Началом нового дня».

«Я бывал в Грузии и смело могу сказать, что Тамаз Вашакидзе смог бесподобно передать грузинский дух в своём произведении. Я счастлив, что имел возможность посмотреть этот спектакль».— Дитер Танике, Генеральный директор театрального фестиваля Гамбурга и Ганова

«Тамаз Вашакидзе очаровал необыкновенным зарядом и энергией, красотой движений, захватывающей дух».— Натали Вим, заместитель Генерального директора Авиньонского фестиваля

«По-моему, самое трудное — заставить зрителя Монпельевского фестиваля запомнить себя. Грузины смогли это. Меня это очень радует. Это говорит о том, что АФФА приняла правильное решение, поддержав этот проект».— Клер Верле, главный менеджер танцевальных и театральных программ АФФА
В 2001 году Тамаз Вашакидзе как директор Тбилисского государственного хореографического училища выступил с инициативой о проведении Международного фестиваля балетного искусства «Чабукиани-Баланчин…». Первый фестиваль был посвящён 85-летию Тбилисского государственного хореографического училища имени В. М. Чабукиани.

«Тбилисское Государственное хореографическое училище, которое носит имя гениального творца Вахтанга Чабукиани, празднует восьмидесятипятилетний юбилей. Примечательно, что этой дате посвящается Первый Международный фестиваль балетного искусства „Чабукиани-Баланчин…“
Если сегодня можно говорить о вкладе Грузии в сокровищницу мирового балета — это в первую очередь заслуга Тбилисского государственного хореографического училища им. Вахтанга Чабукиани.

Выражаю уверенность, что Первый Международный фестиваль балетного искусства „Чабукиани-Баланчин…“ впишет интересные страницы в историю мирового искусства».— Сесили Гогиберидзе, Министр культуры Грузии (из выступления на открытии фестиваля)

«Счастлив поздравить ваш замечательный коллектив с 85-летием со дня основания Тбилисского государственного училища им. В. М. Чабукиани. Имя великого танцовщика, которое носит ваше училище, ко многому обязывает. И отрадно сознавать, что благодаря каждодневным усилиям педагогов слава грузинского хореографического искусства не меркнет и по сей день.
Ваши ученики блистают не только на грузинской сцене, но на многих прославленных сценах мира, в том числе Большого театра России и Мариинского театра.

Желаю вам всяческих успехов на вашем благородном поприще. Сегодня у вас праздник. Первый международный фестиваль балетного искусства „Чабукиани, Баланчин…“, проводимый в Тбилиси и посвященный этой замечательной дате, уверен, принесёт вам истинную радость встречи с высоким искусством».— М. Е. Швыдкой, Министр культуры Российской Федерации (2000—2004), руководитель Федерального агентства по культуре и кинематографии (2004—2008), специальный представитель Президента Российской Федерации по международному культурному сотрудничеству, посол по особым поручениям МИД России, президент АРТ (из выступления на открытии фестиваля)
В 2002 году Тамаз Ремович учредил Международный фонд популяризации балетного искусства имени Чабукиани-Баланчина.
В период 1993 по 2004 год по назначению министра культуры Грузии работал художественным руководителем Тбилисского государственного хореографического училища имени В. М. Чабукиани, где в 2001 году стал также и директором. За 12 лет его руководства училище вышло на новый этап своего развития, обеспечив на многие годы вперёд основными кадрами Тбилисский государственный академический театр оперы и балета им. З. Палиашвили. В 2002 году во время землетрясения в Грузии здание Тбилисского государственного хореографического училища было разрушено, и занятия учащихся были прекращены. Тамаз Вашакидзе совместно с министром культуры Сесили Гогиберидзе добился встречи с Президентом Грузии Эдуардом Шеварднадзе и выдвинул требование финансовой помощи. Полученные полмиллиона лари, выделенные Всемирным банком, были целиком использованы на восстановление училища, которое вновь открылось в 2005 году.
В июле 2004 года решением новых политических властей Грузинской республики был смещён с должности и подвергся преследованиям.
В 2005 году по приглашению Федерального агентства по культуре и кинематографии РФ Т. Вашакидзе постановил балет на музыку Иоганна Штрауса «Большой вальс» в Москве. Вслед за мировой премьерой постановки на сцене Концертного зала имени П. И. Чайковского он получил вызов в Генеральную прокуратуру Грузии для дачи свидетельских показаний. В процессе допросов ему предъявили обвинение и возбудили уголовное дело.
В сентябре 2005 года его объявили в розыск, несмотря на то, что грузинским властям было известно о его местонахождении (по приглашению Федерального агентства по культуре и кинематографии маэстро Вашакидзе находился в Екатеринбурге, где вёл переговоры о поставке балета «Большой вальс» на сцене театра оперы и балета; постановка была осуществлена в 2006 году). Пределы Грузии были им покинуты на законных основаниях, с него не была взята подписка о невыезде за пределы республики.
С 2006 году Тамаз Вашакидзе — балетмейстер Екатеринбургского государственного академического театра оперы и балета.
В 2007 году, после ареста на территории России по требованию властей Грузии, Тамаз Вашакидзе попросил политического убежища у Российской Федерации, которое было удовлетворено: 26 февраля 2008 года он получил статус беженца. В том же году Екатеринбургский государственный академический театр оперы и балета перевёл Тамаза Вашакидзе в художественное руководство театра в качестве балетмейстера.
В 2010 году по приглашению Российской государственной цирковой компании «Росгосцирк» вступает в должность режиссёра-постановщика «Росгосцирка».
С 27 мая 2010 года Тамаз Вашакидзе — член Союза театральных деятелей России (ВТО).

## Награды
- 1989 — Заслуженный артист Грузинской ССР.
- 1991 — Народный артист Грузинской ССР.
- 2001 — Орден Чести (за развитие и популяризацию балетного искусства Грузии и за проведение Первого Международного фестиваля балетного искусства «Чабукиани-Баланчин…»).

## Партии в балетных спектаклях
- «Аппассионата» (хореография В. Чабукиани) — Юноша
- «Дон Кихот» (хореография В. Чабукиани) — Базиль
- «Дон Кихот» (хореография В. Чабукиани) — Тореро
- «Спящая красавица» (хореография В. Чабукиани) — Дезире
- «Горда» (хореография В. Чабукиани) — Мамия
- «Видение розы» (хореография В. Чабукиани) — Юноша
- «Серенада» (хореография Дж. Баланчина) — Юноша (первая постановка балета Дж. Баланчина в СССР, 1984 г.)
- «Тема с вариациями» (хореография Дж. Баланчина) — Солист
- «Ромео и Джульетта» (хореография Л. Лавровского) — Ромео
- «Ромео и Джульетта» (хореография Л. Лавровского) — Тибальд
- «Порги и Бесс» (хореография М. Лавровского) — Краун
- «Пиросмани» (хореография Г. Алексидзе) — Пиросмани
- «Блудный сын» (хореография Г. Алексидзе) — Блудный сын
- «От Колумба до Бродвея» (хореография Г. Алексидзе) — Колумб
- «Амазонки» (хореография Г. Алексидзе) — Вождь
- «Ромео и Джульетта» (хореография Г. Алексидзе) — Ромео
- «Медея» (хореография Г. Алексидзе) — Маска
- «Времена года» (хореография Г. Алексидзе) — Солист
- Одноактные балеты (хореография Г. Алексидзе) — Солист
- Фантазия «Франческо да Римини» (хореография Г. Алексидзе) — Солист
- Одноактный балет (хореография Г. Алексидзе) — Кентавр
- «Мата Хари» (хореография Т. Вашакидзе) — Офицер
- «Класс-концерт» (хореография Т. Вашакидзе) — Педагог

И многие другие.

«Атлетическое телосложение Т. Вашакидзе подошло к бесчеловечной выходке разбойника Крауна. К сожалению, артиста такого типа на нашей сцене не увидишь».
— Анса Хартелин. «В балетных туфельках, трущобах» (газета «Аамулехты» от 21 апреля 1985 г., Финляндия)

«Черный прототип — Краун — большая удача молодого актёра Т. Вашакидзе. Его отрицательное обаяние, темперамент импровизатора захватывают, яркий танец вызывает реакцию восторга и захватывает дух».
— В. Уральская. «Поэзия чувств» (Москва)

«Тамаз Вашакидзе (вождь), обладающий таким актёрским шармом, таким заразительным темпераментом, что способен взволновать сердце самого флегматичного зрителя…»
— Нели Брегадзе, искусствовед. «И вера в добро» (Тбилиси)

«Тибальд Тамаза Вашакидзе был настолько нетрадиционным, настолько ломал устоявшиеся представления об этом Шекспировском персонаже, что роль вызвала много споров и заставила говорить о танцовщике как об ярком актёре».
— Е.И. Козленкова «Тамаз Вашакидзе» (газета «Советская культура», Москва, 1985 г.)

## Постановки в жанре современного танца
С 1993 по 2008 год в роли руководителя и хореографа-постановщика антрепризного театра современного танца «Нью Джорджиан Балет» («Новый грузинский балет») Тамаз Вашакидзе поставил 14 балетных спектаклей, три из которых, отмеченные в списке звёздочкой (*), были созданы в рамках сторонних проектов:
- 1993 г. Одноактный спектакль «Одиночество» на музыку Густава Малера
- 1993 г. Спектакль «Класс-концерт» на музыку Петра Чайковского, Густава Малера, Людвига Минкуса и других
- 1994 г. «Вариации» на тему Альфреда Шнитке
- 1995 г. «Болеро» на музыку Мориса Равеля
- 1996 г. «Импровизации» на музыку Рэя Чарльза
- 1999 г. Сюита «Иавнана» на музыку Петра Чайковского
- 1999 г. «Анбани»* на музыку Гоги Дзодзуашвили
- 2000 г. «Утренняя Песнь»* на музыку Гоги Дзодзуашвили
- 2002 г. Одноактный спектакль «Блудный сын» на музыку Бидзина Квернадзе (сорежиссёр Коте Махарадзе)
- 2004 г. Спектакль «Мата Хари» на музыку Сергея Прокофьева, Гоги Дзодзуашвили и песен Эдит Пиаф
- 2004 г. Спектакль «Большой вальс» на музыку Иоганна Штрауса
- 2006 г. «Многоголосие» на музыку Гоги Дзодзуашвили
- 2007 г. Спектакль «Витязь» — первая в истории Грузии хореографическая интерпретация поэмы Шота Руставели «Витязь в тигровой шкуре»
- 2008 г. Одноактный балет «Шалом. Возвращение блудного сына»* на музыку Густава Малера, Джорджа Гершвина, национальных грузинских песнопений и песен Фрэнка Синатры

## Академические постановки
Тамаз Вашакидзе осуществил более тридцати постановок в ведущих академических драматических театрах Грузии: Руставели, Марджанишвили, Грибоедова и других.
- В 1996 г. выступил в качестве хореографа-постановщика первого международного фестиваля телевидения в Грузии «Мана 96»
- В 2001 г. для балетной труппы «Балет РАТИ» поставил балет Чайковского «Щелкунчик»
- В 2007 г. спектакль «Многоголосие», балетмейстером-постановщиком которого являлся Тамаз Вашакидзе, был признан лауреатом театральной премии им. Йывана Кырли в номинации «Гран-при»
- В 2009 г. Т. Вашакидзе стал хореографом-постановщиком спектакля «Ханума» в Свердловском академическом театре драмы

## Кино и ТВ
Т. Вашакидзе сыграл главные роли в фильмах (первых грузинских видеофильмах-балетах):
- «Одеон»[8]

Лауреат Каннского фестиваля телевизионных фильмов.
Сценарист и постановщик Александр Вахтангов (член совета директоров Международной премии «Эмми», лауреат Государственной премии Грузии). Композитор Альфред Шнитке. Грузия, Россия (Лентелефильм, Грузинский телефильм), 1993.
В главных ролях: Тамаз Вашакидзе, Нато Мурванидзе, Гоги Осепаишвили.
- «Балетмейстер»[9]

Лучший телевизионный фильм Грузии 1996 г.
Сценарий и постановка: Александр Вахтангов. Композитор Давит Евгенидзе.
В главных ролях: Мака Махарадзе, Тамаз Вашакидзе, Ирма Ниорадзе.
- «Ночные сны»[10]

Финалист фестиваля EMMN телевизионных фильмов в Нью-Йорке в 1999 г.
Сценарий и постановка: Александр Вахтангов. Композитор Дмитрий Шостакович.
В главной роли Тамаз Вашакидзе.
Также Т. Вашакидзе снимался в фильмах:
- «Ашик-Кериб» режиссёра Сергея Параджанова
- «Риварес» режиссёра Бидзина Чхеидзе
- «Импровизация» режиссёра Нино Лапиашвили